# Varzedo
Varzedo este un oraș și o municipalitate din statul Bahia (BA) din Brazilia.